# Открытый чемпионат Италии по теннису 2008
Открытый чемпионат Италии по теннису 2008 — 65-й розыгрыш ежегодного профессионального теннисного турнира среди мужчин и женщин, проводящегося в итальянском городе Рим и являющегося частью тура ATP в рамках серии Masters и тура WTA в рамках серии турниров 1-й категории.
В 2008 году турнир прошёл с 5 по 18 мая: в первую неделю были сыграны мужские соревнования, а во вторую — женские. Соревнование продолжало околоевропейскую серию грунтовых турниров, подготовительную к майскому Roland Garros.
Прошлогодние победители:
- в мужском одиночном разряде —  Рафаэль Надаль
- в женском одиночном разряде —  Елена Янкович
- в мужском парном разряде —  Фабрис Санторо /  Ненад Зимонич
- в женском парном разряде —  Натали Деши /  Мара Сантанджело

## Соревнования

### Мужчины. Одиночный турнир
Новак Джокович обыграл  Станисласа Вавринку со счётом 4-6, 6-3, 6-3.
- Джокович выигрывает 3-й титул в сезоне и 10-й за карьеру в основном туре ассоциации.
- Вавринка уступает 2-й финал в сезоне и 5-й за карьеру в основном туре ассоциации.

### Женщины. Одиночный турнир
Елена Янкович обыграла  Ализе Корне со счётом 6-2, 6-2.
- Янкович выигрывает 1-й титул в сезоне и 6-й за карьеру в туре ассоциации.
- Корне уступает 2-й финал в туре ассоциации.

### Мужчины. Парный турнир
Боб Брайан /  Майк Брайан обыграли  Даниэля Нестора /  Ненада Зимонича со счётом 3-6, 6-4, [10-8].
- Боб выигрывает 3-й титул в сезоне и 47-й за карьеру в основном туре ассоциации.
- Майк выигрывает 3-й титул в сезоне и 49-й за карьеру в основном туре ассоциации.

### Женщины. Парный турнир
Чжань Юнжань /  Чжуан Цзяжун обыграли  Ивету Бенешову /  Жанетту Гусарову со счётом 7-6(5), 6-3.
- Чжань выигрывает 2-й титул в сезоне и 6-й за карьеру в туре ассоциации.
- Чжуан выигрывает 2-й титул в сезоне и 8-й за карьеру в туре ассоциации.